# Зандуки
Зандуки (груз. ზანდუკი) — село в Грузии, в муниципалитете Душети края Мцхета-Мтианети. 

## География
Село расположено в северной части края, в 61 километре по прямой к северо-востоку от центра муниципалитета Душети. Высота центра — 1360 метров над уровнем моря.

## Население
По данным переписи населения 2014 года, в селе проживало 22 человека.
| Год  | Население | Мужчины | Женщины |
| ---- | --------- | ------- | ------- |
| 1926 | 126       | 62      | 64      |
| 2002 | 63        |         |         |
| 2014 | 22        |         |         |